# Carinocarcinoididae
Carinocarcinoididae is een uitgestorven familie van krabben, behorende tot de superfamilie Goneplacoidea.

## Systematiek
In deze familie worden volgende genera onderscheiden: 
- Bicarinocarcinus  † Glaessner & Secretan, 1987
- Carinocarcinoides  † Karasawa & Fudouji, 2000